# 在中華民国グアテマラ大使館
在中華民国グアテマラ大使館（ざいちゅうかみんこくグアテマラたいしかん、スペイン語: Embajada de Guatemala en la República de China、繁体字中国語: 瓜地馬拉駐中華民國大使館、英語: Embassy of Guatemala in the Republic of China）は、グアテマラが中華民国（台湾）の首都台北市に設置している大使館である。1933年6月15日に両国間の外交関係が樹立され、まず1954年12月22日に在中華民国グアテマラ公使館が開設された後、1960年9月1日に公使館が大使館に昇格した。

## 住所
台北市士林区天母西路62巷9號3樓

## 大使
2019年8月6日、ウィリー・アルベルト・ゴメス・ティラドが蔡英文総統に信任状を捧呈して、爾後、特命全権大使を務めている。